# 和田穣太郎
和田 穣太郎（わだ じょうたろう、1921年11月7日- 2006年11月29日 ）は、日本の経営者。三菱倉庫社長、会長を務めた。

## 来歴・人物
東京都出身。1947年に東京大学法学部を卒業し、同年に三菱倉庫に入社した。1973年5月に取締役に就任し、1975年6月に常務、1979年6月に専務を経て、1981年6月に社長に就任。1987年6月には相談役に就任。
1994年6月に日本郵船監査役に就任。
1986年4月に藍綬褒章を受章し、1992年4月に勲三等旭日中綬章を受章した。
2006年11月29日、腹部大動脈瘤破裂のために死去。85歳没。